# Herb powiatu łódzkiego wschodniego
Herb powiatu łódzkiego wschodniego – jeden z symboli powiatu łódzkiego wschodniego, ustanowiony 28 stycznia 2002.

## Wygląd i symbolika
Herb przedstawia na tarczy w polu czerwonym postać Świętego Wojciecha w szacie srebrnej, z atrybutami - krzyżem biskupim, wiosłami i włócznią złotymi, między dwiema liliami srebrnymi, stojącego w łodzi złotej.  Lilie i Święty Wojciech nawiązują do biskupstwa gnieźnieńskiego, do którego należały niegdyś ziemie obecnego powiatu. Herbem biskupstwa były w polu błękitnym trzy lilie srebrne, dwie nad jedną. Łódka, zaczerpnięta z herbu Łodzi symbolizuje stolicę powiatu.